# Steve Taylor (cestista)
Steve Taylor jr. (Chicago, 15 febbraio 1993) è un cestista statunitense.